# Uolleggà occidentale
Lo Uolleggà occidentale è una delle zone amministrative in cui è suddivisa la Regione di Oromia in Etiopia.

## Woreda
La zona è composta da 23 woreda:
1. Ayira
2. Babo
3. Begi
4. Boji Chekorsa
5. Boji Dirmeji
6. Gaji
7. Gimbi
8. Gimbi town
9. Gudetu Kondole
10. Guliso
11. Haru
12. Homa
13. Jarso
14. Kiltu Kara
15. Lalo Asabi
16. Leta Sibu
17. Mana Sibu
18. Mendi town
19. Nejo
20. Nejo town
21. Nole Kaba
22. Sayo Nole
23. Yubdo